# Albin Rudan
Albin Rudan, slovenski glasbenik, * 26. julij 1933, Veliki Trn, † 31. januar 2009, Godič.
Albin Rudan je bil klarinetist Ansambla bratov Avsenik v njihovih najboljših letih. Pri njih je redno igral med letoma 1961 in 1990.

## Življenje
Rodil se je 26. julija 1933 v Velikem Trnu pri Krškem očetu poštarju in mami gospodinji. Bil je šesti izmed sedmih otrok. Družina je živela skromno, saj je bil zaposlen le oče, vendar otroci tega niso občutili. Veliko so prepevali, oče je bil basist, dedek organist, zato se je Albin odločil, da bo postal pevec. Že z dvanajstimi leti je soliral v pesmi Večerni zvon in na osnovnošolskih proslavah ga je opazil tamkajšnji ravnatelj, ki ga je, starega 14 let, poslal v Ljubljano.
Ker še ni mutiral, so mu na srednji glasbeni šoli svetovali, naj se začne učiti katerega izmed inštrumentov. Odločil se je za klarinet, ker je bilo tam najmanj dijakov. Dodeljen je bil profesorju Mihaelu Gunzku. Med bivanjem v Ljubljani si je nabral veliko glasbenih prijateljev, med njimi so bili Anton Nanut, Marjana Deržaj, Jelka Cvetežar, Jože Hriberšek in mnogi drugi. Kot dijak in pozneje študent Akademije za glasbo v Ljubljani je pogosto nastopal v raznih priložnostnih glasbenih skupinah.
Po odsluženem vojaškem roku v JLA je štiri leta deloval v Simfoničnem orkestru radia Ljubljana. Že kot študent je večkrat pri Ansamblu bratov Avsenik nadomestil Vilka Ovsenika ali Francija Tržana, dokončno pa se jim je kot stalni član pridružil leta 1961. Pri njih je ostal vse do leta 1990, v tem času pa je poleg ostalih skladb z njimi izvajal tudi tiste, ki sta jih brata Avsenik napisala posebej zanj. Taki sta bili tudi veliki uspešnici Pastirček in Veter nosi pesem mojo. Pri nekaterih pesmih ni le igral, ampak je tudi zapel s Francem Korenom in Emo Prodnik. Z Avseniki je nastopil praktično po vsej Sloveniji, pa tudi zahodni Evropi. Najbolj ponosen je bil na koncert v veliki dvorani berlinske filharmonije.
Po prenehanju delovanja Ansambla bratov Avsenik je trikrat zaigral tudi z zasedbo, ki jo je ustanovil Alfi Nipič, s studijsko zasedbo pa ni sodeloval.
Njegova prva žena je bila Ema Prodnik, pevka v Avsenikovem ansamblu, vendar je njun zakon propadel. Po ločitvi se je ponovno poročil. Z ženo Poldko, s katero tako kot s Prodnikovo nista imela otrok, je užival pokoj v Godiču v bližini Kamnika. Umrl je 31. januarja 2009.
Njegov nečak je znani slovenski pevec Miran Rudan.

## Zlati abonma
V Begunjah na Gorenjskem so med novembrom 2007 in aprilom 2008 izvedli Avsenikov zlati abonma, niz osmih koncertov, posvečenih članom Ansambla bratov Avsenik iz najbolj slavnega obdobja ansambla. 1. koncert je bil posvečen Albinu Rudanu. Na koncertih so sodelovali najbolj znani slovenski narodnozabavni ansambli in njihovi gostje. Režiser Slavko Hren je s pomočjo scenarista Gregorja Avsenika (sina Slavka Avsenika) združil posnetke s koncerta in arhivske glasbene posnetke v oddaje, ki so bile izdane na DVD-jih pri Založbi kaset in plošč RTV Slovenija. Zlati abonma je bil ponovno izveden med novembrom 2012 in majem 2013. Takrat je bil Rudanu posvečen 5. koncert.